# Cossé-le-Vivien

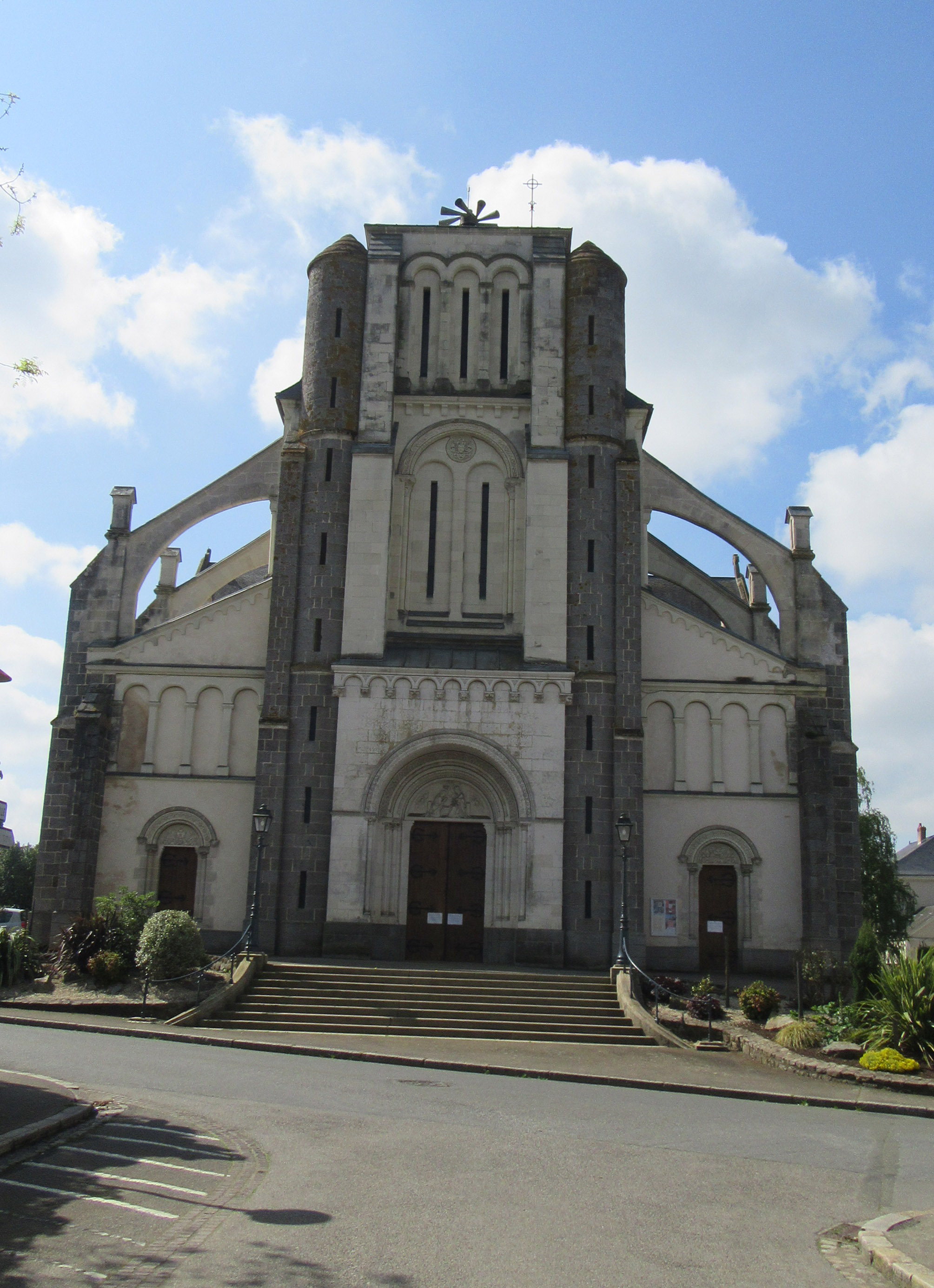
Església de Cossé-le-Vivien.

Cossé-le-Vivien és un municipi francès situat al departament de Mayenne i a la regió de País del Loira. L'any 2007 tenia 2.890 habitants.

## Demografia

### Població
El 2007 la població de fet de Cossé-le-Vivien era de 2.890 persones. Hi havia 1.187 famílies de les quals 342 eren unipersonals (175 homes vivint sols i 167 dones vivint soles), 432 parelles sense fills, 373 parelles amb fills i 40 famílies monoparentals amb fills.
La població ha evolucionat segons el següent gràfic:
Habitants censats

### Habitatges
El 2007 hi havia 1.286 habitatges, 1.188 eren l'habitatge principal de la família, 17 eren segones residències i 80 estaven desocupats. 1.152 eren cases i 128 eren apartaments. Dels 1.188 habitatges principals, 826 estaven ocupats pels seus propietaris, 342 estaven llogats i ocupats pels llogaters i 20 estaven cedits a títol gratuït; 13 tenien una cambra, 87 en tenien dues, 151 en tenien tres, 291 en tenien quatre i 647 en tenien cinc o més. 783 habitatges disposaven pel capbaix d'una plaça de pàrquing. A 566 habitatges hi havia un automòbil i a 484 n'hi havia dos o més.

### Piràmide de població
La piràmide de població per edats i sexe el 2009 era:
| Homes | Edats   | Dones |
| ----- | ------- | ----- |
| 0     | 95 o +  | 16    |
| 12    | 90 a 94 | 16    |
| 20    | 85 a 89 | 72    |
| 16    | 80 a 84 | 20    |
| 40    | 75 a 79 | 80    |
| 68    | 70 a 74 | 48    |
| 76    | 65 a 69 | 92    |
| 72    | 60 a 64 | 100   |
| 56    | 55 a 59 | 64    |
| 108   | 50 a 54 | 116   |
| 68    | 45 a 49 | 52    |
| 84    | 40 a 44 | 72    |
| 96    | 35 a 39 | 80    |
| 88    | 30 a 34 | 88    |
| 80    | 25 a 29 | 84    |
| 72    | 20 a 24 | 76    |
| 96    | 15 a 19 | 76    |
| 96    | 10 a 14 | 92    |
| 88    | 5 a 9   | 80    |
| 100   | 0 a 4   | 60    |

## Economia
El 2007 la població en edat de treballar era de 1.723 persones, 1.271 eren actives i 452 eren inactives. De les 1.271 persones actives 1.223 estaven ocupades (673 homes i 550 dones) i 48 estaven aturades (21 homes i 27 dones). De les 452 persones inactives 226 estaven jubilades, 135 estaven estudiant i 91 estaven classificades com a «altres inactius».

### Ingressos
El 2009 a Cossé-le-Vivien hi havia 1.182 unitats fiscals que integraven 2.907 persones, la mediana anual d'ingressos fiscals per persona era de 16.676 €.

### Activitats econòmiques
Dels 156 establiments que hi havia el 2007, 2 eren d'empreses extractives, 5 d'empreses alimentàries, 3 d'empreses de fabricació de material elèctric, 9 d'empreses de fabricació d'altres productes industrials, 29 d'empreses de construcció, 39 d'empreses de comerç i reparació d'automòbils, 6 d'empreses de transport, 8 d'empreses d'hostatgeria i restauració, 3 d'empreses financeres, 7 d'empreses immobiliàries, 17 d'empreses de serveis, 18 d'entitats de l'administració pública i 10 d'empreses classificades com a «altres activitats de serveis».
Dels 49 establiments de servei als particulars que hi havia el 2009, 1 era una oficina d'administració d'Hisenda pública, 1 gendarmeria, 1 oficina de correu, 2 oficines bancàries, 2 funeràries, 4 tallers de reparació d'automòbils i de material agrícola, 1 taller d'inspecció tècnica de vehicles, 1 autoescola, 2 paletes, 5 guixaires pintors, 7 fusteries, 5 lampisteries, 4 electricistes, 5 perruqueries, 2 veterinaris, 1 agència de treball temporal, 2 restaurants, 2 agències immobiliàries i 1 saló de bellesa.
Dels 14 establiments comercials que hi havia el 2009, 1 era un supermercat, 3 fleques, 1 una carnisseria, 1 una peixateria, 2 llibreries, 2 botigues de roba, 1 una botiga d'equipament de la llar, 2 botigues de mobles i 1 un drogueria.
L'any 2000 a Cossé-le-Vivien hi havia 114 explotacions agrícoles que ocupaven un total de 3.364 hectàrees.

## Equipaments sanitaris i escolars
El 2009 hi havia 2 farmàcies i 1 ambulància.
El 2009 hi havia 1 escola maternal i 2 escoles elementals. Cossé-le-Vivien disposava de 2 col·legis d'educació secundària amb 474 alumnes.

## Poblacions més properes
El següent diagrama mostra les poblacions més properes.